# 聖弗朗西斯科德亞雷
10°11′N 66°45′W / 10.183°N 66.750°W
聖弗朗西斯科德亞雷（西班牙語：San Francisco de Yare），是委內瑞拉的城鎮，位於該國北部米蘭達州，是西蒙玻利瓦爾市的首府，處於卡拉卡斯以南70公里，2011年人口42,803。